# 타일러 존스턴

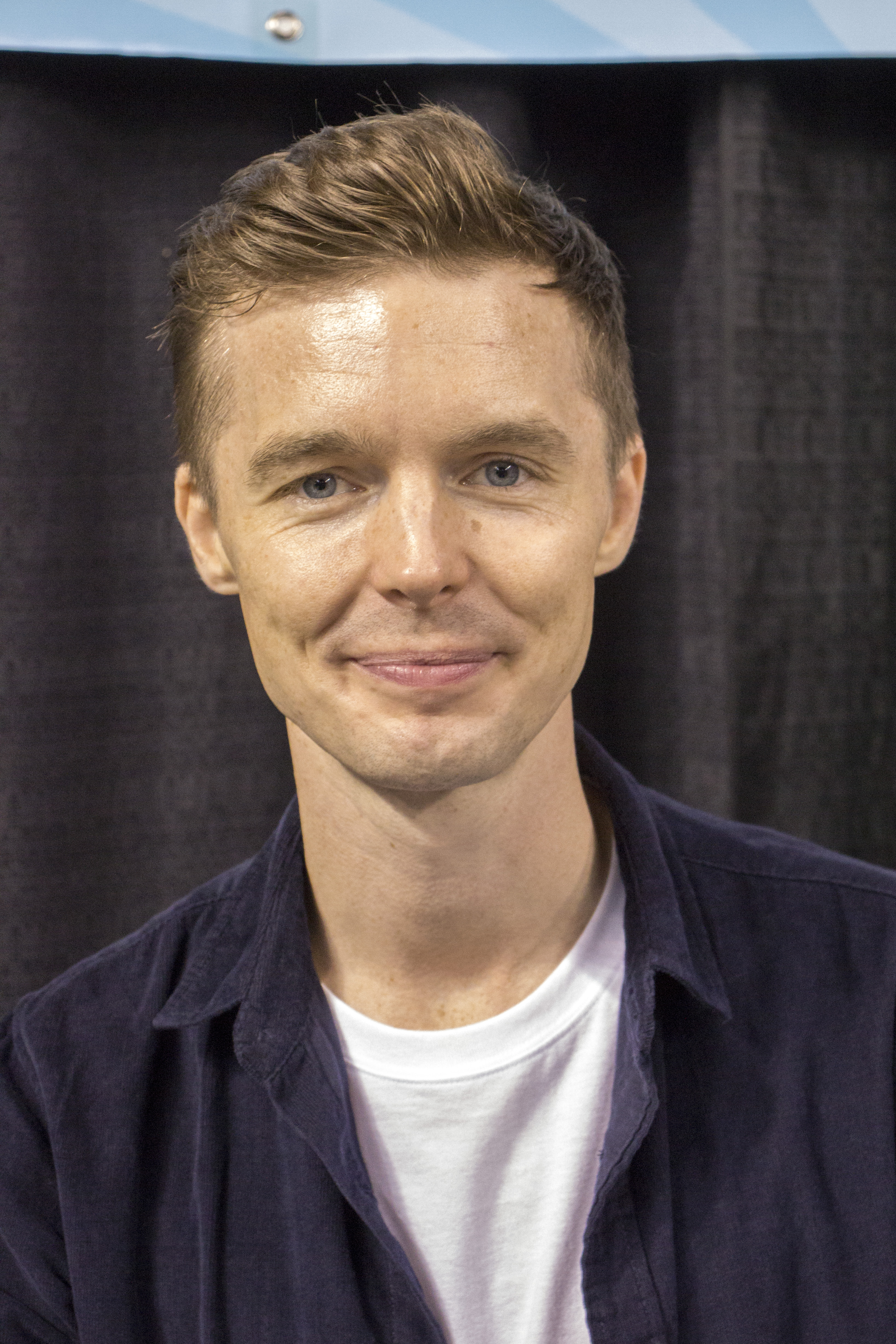

타일러 존스턴(Tyler Johnston, 1987년 6월 14일 ~ )은 배우이다.
뉴웨스트민스터에서 태어났다.

## 출연 작품
- 빙하기:지구 파멸의 날 (2014년)
- 프레스트 (2011년) - 제시 역
- 배당률 (2011년)
- 포울러 스톰 (2009년) - 쉐인 메이필드 역
- Amber Alert: Terror on the Highway (2008) - 피트 역
- 슬랩 샷 3 (2008년)
- 레스 댄 카인드 (2008년)
- 오거 (2008, Ogre)
- 디코이스: 에일리언의 유혹 (2007년)